# Chuffilly-Roche
Chuffilly-Roche és un municipi francès situat al departament de les Ardenes i a la regió del Gran Est. L'any 2007 tenia 88 habitants.

## Demografia

### Població
El 2007 la població de fet de Chuffilly-Roche era de 88 persones. Hi havia 35 famílies de les quals 4 eren unipersonals (4 homes vivint sols), 15 parelles sense fills, 12 parelles amb fills i 4 famílies monoparentals amb fills.
La població ha evolucionat segons el següent gràfic:
Habitants censats

### Habitatges
El 2007 hi havia 44 habitatges, 33 eren l'habitatge principal de la família, 6 eren segones residències i 6 estaven desocupats. 43 eren cases i 1 era un apartament. Dels 33 habitatges principals, 28 estaven ocupats pels seus propietaris i 5 estaven llogats i ocupats pels llogaters; 1 tenia dues cambres, 4 en tenien tres, 7 en tenien quatre i 21 en tenien cinc o més. 23 habitatges disposaven pel capbaix d'una plaça de pàrquing. A 11 habitatges hi havia un automòbil i a 20 n'hi havia dos o més.

### Piràmide de població
La piràmide de població per edats i sexe el 2009 era:
| Homes | Edats   | Dones |
| ----- | ------- | ----- |
| 0     | 95 o +  | 0     |
| 0     | 90 a 94 | 0     |
| 0     | 85 a 89 | 0     |
| 0     | 80 a 84 | 0     |
| 4     | 75 a 79 | 4     |
| 0     | 70 a 74 | 4     |
| 0     | 65 a 69 | 0     |
| 4     | 60 a 64 | 4     |
| 0     | 55 a 59 | 0     |
| 8     | 50 a 54 | 4     |
| 0     | 45 a 49 | 0     |
| 8     | 40 a 44 | 4     |
| 0     | 35 a 39 | 4     |
| 4     | 30 a 34 | 4     |
| 0     | 25 a 29 | 0     |
| 0     | 20 a 24 | 0     |
| 8     | 15 a 19 | 0     |
| 4     | 10 a 14 | 4     |
| 8     | 5 a 9   | 8     |
| 4     | 0 a 4   | 4     |

## Economia
El 2007 la població en edat de treballar era de 52 persones, 39 eren actives i 13 eren inactives. De les 39 persones actives 37 estaven ocupades (21 homes i 16 dones) i 2 estaven aturades (2 homes). De les 13 persones inactives 5 estaven jubilades, 5 estaven estudiant i 3 estaven classificades com a «altres inactius».
Activitats econòmiques
Dels 4 establiments que hi havia el 2007, 1 era d'una empresa de construcció, 1 d'una empresa de comerç i reparació d'automòbils, 1 d'una empresa d'hostatgeria i restauració i 1 d'una empresa de serveis.
L'any 2000 a Chuffilly-Roche hi havia 10 explotacions agrícoles.

## Poblacions més properes
El següent diagrama mostra les poblacions més properes.